# Great Divide Basin
La Great Divide Basin (Cuenca de la Gran Divisoria; también denominada Great Divide Closed Basin, Cuenca Cerrada de la Gran Divisoria) es una cuenca endorreica sita al sur del estado de Wyoming, Estados Unidos, que bifurca la línea divisoria que separa las aguas que se dirigen al Pacífico de las que van hacia el Atlántico (Great Divide). Se trata de un anticlinal natural, al norte y al sur en la cual la divisoria se separa en dos, todo remanente entremedias queda en una área donde toda la precipitación se evapora o bien se infiltra. Pese a que tiene hierba, algo de matorral e incluso árboles en barrancos , la tierra consiste básicamente en dunas de arena, estanques y llanuras salinas por culpa de la combinación de una baja precipitación y una alta evaporación. La cuenca es de 10 000 km² y su altura mediana es de 1800 m sobre el nivel del mar.
Administrativamente está bajo supervisión del Uno. S. Bureau of Land Management ("Agencia de gestión territorial de los EE.UU."), una agencia dentro del Departamento de Interior especializada en la gestión y explotación de territorios que no han sido declarados ni parques ni monumentos nacionales.

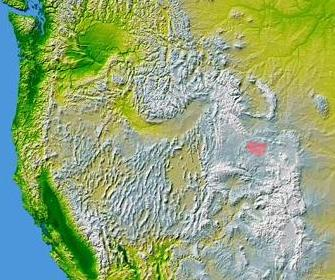
Mapa de localización de la "Great Divide Basin".

La cuenca está poblada por varias especies de pájaros y ciertos mamíferos (antílopes pronghorn, caballos salvajes, y algún cervatillo ocasional). Por el contrario el poblamiento humano es muy escaso (menos de 500 personas), y no se encuentra ninguna población de importancia. Su gran riqueza petrolífera y la sospecha que puede ser un buen lugar por establecer minas de uranio ha encendido un debate entre aquellos que querrían explotar los recursos (cosa que ya se hace moderadamente con el petróleo y el gas natural) y quienes querrían protegerla y conservarla como área natural.